# Seiurus aurocapilla
Seiurus aurocapilla là một loài chim trong họ Parulidae.